# Солунска спогодба
Солунското споразумение или Солунската спогодба (на гръцки: Συμφωνία της Θεσσαλονίκης) е международно споразумение от 1938 година, сключено между България и страните от Балканския пакт – Гърция, Турция, Румъния и Кралство Югославия, в което страните се отказват от прилагането на Част 4. на Ньойския мирен договор от 1919 година, тоест военните му клаузи и от решенията на Лозанската конференция от 1922 – 1923 година относно границите в Тракия. Споразумението е подписано на 31 юли 1938 година в Солун от българския министър-председател Георги Кьосеиванов и гръцкия министър-председател Йоанис Метаксас от името на страните от Балканския пакт. България поема по политическия път на мирната ревизия до момента, в който взема страна в избухналата Втора световна война.